# ألعاب البحر الأبيض المتوسط 2026
ألعاب البحر الأبيض المتوسط 2026 (بالإيطالية: Giochi del Mediterraneo 2026)‏ المعروفة رسميًا باسم إكس إكس ألعاب البحر الأبيض المتوسط (بالإيطالية: XX Giochi del Mediterraneo)‏ والمعروفة باسم تارانتو 2026، هو حدث دولي متعدد الرياضات من المقرر عقده من من 13 إلى 22 يونيو 2026 في تارانتو بإيطاليا. أُعلن عن تارانتو كمدينة مضيفة في الجمعية العامة ICMG في باتراس، اليونان، في 24 أغسطس 2019.